# Zaiți Druhi, Kotelva
Zaiți Druhi (în ucraineană Зайці Другі) este un sat în comuna Mîloradove din raionul Kotelva, regiunea Poltava, Ucraina.

## Demografie
Componența lingvistică a localității Zaiți Druhi
     Ucraineană (97,33%)
     Rusă (2,67%)
Conform recensământului din 2001, majoritatea populației localității Zaiți Druhi era vorbitoare de ucraineană (97,33%), existând în minoritate și vorbitori de rusă (2,67%).